# Napoleon Săvescu
Napoleon Săvescu (n. 24 iunie 1946, București) este un medic româno-american, cunoscut pentru emiterea unor teorii controversate asupra istoriei dacilor și etnogenezei românilor. Napoleon Săvescu este absolvent al Institutului de Medicină și Farmaceutică (1973). A emigrat în SUA în 1977, unde a fondat organizațiile „Dacia Revival International Society” și „The Romanian Medical Society of New York”. Începând din anul 2000 organizează anual câte un congres de dacologie, deși nu are nici o calificare în istorie și este respins de comunitatea academică din domeniu.

## Pseudo-teorii
Napoleon Săvescu este unul dintre principalii preopinenți actuali ai curentului naționalist al protocronismului, care dublează un complex de inferioritate culturală și istorică cu unul de superioritate. Săvescu susține că românii ar fi doar urmașii dacilor, întrucât doar o porțiune mică din provincia Dacia a fost cucerită de Imperiul Roman foarte târziu și părăsită foarte devreme.
Confruntat cu contraargumentul originii și etimologiei latine a limbii române, el argumentează că această asemănare se datorează faptului că dacii vorbeau o limbă foarte apropiată de latină. Într-un protest împotriva organizării unui congres al dacologilor în Alba Iulia, o serie de istorici rezumă „teoriile” lui Săvescu în felul următor: 
„Rețeta domniilor lor (N. Săvescu și alții n.m.)  este simplă: X profesor universitar din America (deci nu de oriunde), doctor în trei domenii, personalitate giga-celebră de care nu a auzit nimeni în afara acestui cerc al „inițiaților” găsește la el în pivniță un codex conținând 142 de enigme și 7102 caractere grafice. Un alt mega-specialist, din Franța (nici el de ici, de colo), stră-strănepotul lui Champollion, îl traduce, rezultând de aici o turnură de 180 de grade a tot ceea ce am învățat noi, ignoranții, de la părinți, profesori, societate, bibilografii și din experiența proprie. Civilizarea lumii a pornit de pe plaiuri carpatice, strămoșii noștri, pelasgii (!), i-au învățat de locuitorii Italiei să umble în două picioare, să vorbească și să scrie (probabil și să facă dragoste); din păcate i-au învățat și să țină sabia în mână, astfel că, mii de ani mai târziu, urmașii celor învățați, în loc să fie pururea recunoscători, au pornit război ticălos de jaf și cotropire împotriva urmașilor profesorilor lor, urmași care între timp au uitat să scrie. Ba nu, nu au uitat, dar aveau un tabu legat de scriere! De unde știm că aveau un tabu? Cum de unde, pe baza unor deducții logice! Demonstrați că nu e așa!.”
Alte opinii ale lui Săvescu sunt că dacii ar fi stăpânit un teritoriu mult mai întins decât presupune cercetarea istoriografică convențională, ajungând chiar și până în Japonia, India și în Americi. De asemenea este un susținător al ideii că dacii ar fi inventat primul alfabet din istoria omenirii, roata, plugul și căruța, printre altele. Stilul său argumentativ se bazează pe specularea unor neclarități sau neconcordanțe ale paradigmei istorice larg acceptate, pe care le folosește pentru a nega în mod falacios paradigma istorigrafică actuală per ansamblu, acuzând comunitatea istoricilor de mușamalizarea „adevărului”. Continuă prin a propune explicațiile cele mai improbabile, nefăcând referire la sursele care îl contrazic. Face adesea referire la scrierile arheologei Marija Gimbutas⁠(en)[traduceți].
Deși are un succes moderat în anumite straturi sociale, fiind în trecut invitat în emisiuni precum Dan Diaconescu în direct, Săvescu nu este luat în serios de comunitatea științifică, fiind caracterizat drept diletant agresiv. Revista Dacia a Institutului de Arheologie „Vasile Pârvan” și revista Saeculum nu i-au adus cuvinte de laudă.